# Billete de veinte mil colones de 2010
El billete de veinte mil colones de 2010 es parte del sistema monetario de Costa Rica y se emite a partir de ese año con la serie A. Por el anverso contiene la imagen de la escritora costarricense Carmen Lyra (María Isabel Carvajal) y una ilustración de su libro Cuentos de mi Tía Panchita. Por el reverso tiene una representación del ecosistema de páramo y dos especies que se encuentran en él, el Colibrí conocido en Costa Rica como "Chispita" (Selasphorus scintilla) y la planta "Papelillo" (Senecio oerstedianus). Su color predominante es el naranja.
La primera emisión fue impresa por la Oberthur Technologies y tiene un tamaño de 153 milímetros de largo por 67 milímetros de ancho, en papel de algodón. El diseño del billete fue realizado por el ilustrador Fernando Zeledón. En 2011, el tipo de cambio promedio en Costa Rica es de ₡500 por $1,00 siendo este billete equivalente aproximadamente a $40,00.

## Problemas iniciales con la emisión
Antes de ser puestos en circulación, el Banco Central de Costa Rica detuvo la emisión de los billetes pues detectó un defecto en algunos ejemplares, el cual consistía en que en el anverso, donde está la imagen de Carmen Lyra, hay un mapa de seguridad hecho con tinta especial color violeta y en dicho mapa encontraron una línea horizontal y otra vertical más corta. Las líneas no afectaban las medidas de seguridad del billete, pero podían minar la confianza del público. Anunciaron que revisarían cada ejemplar, uno a uno, antes de ser puestos a disposición del público.
Los pequeños comerciantes, dueños de parqueos y autobuses se manifestaron en contra de admitir el pago de bienes o servicios con este billete, alegando que se quedarían sin cambio disponible cuando se cancelaran cantidades pequeñas con un billete de este valor. El Gobierno se manifestó recordando que es obligatorio para todos los comerciantes recibirlos cuando les sean presentados para cancelar un pago.

## Medidas de seguridad
Este billete es el primero de una "familia" de nuevos ejemplares que tiene las siguientes medidas de seguridad:
- Tamaño: La diferencia en el tamaño de cada uno de los billetes es de 7 mm, conservando lo ancho, lo cual hace que la diferencia entre cada denominación sea completamente perceptible para cualquier persona.

- Mapa: El mapa de Costa Rica está realizado con tinta ópticamente variable, que cambia la tonalidad según sea su posición, además, dentro de este pequeño mapa se lee la denominación de cada billete.

- Hilo: Posee un hilo que muestra imágenes de sellos precolombinos como en tercera dimensión, misma tecnología que incluyó Estados Unidos en sus nuevos billetes de $100”.

- Registro perfecto: Al colocar el billete contra luz se observa un registro perfecto que forma el valor del billete, el cual por ambos lados se percibe como simple rasgo. En el reverso también hay algunas siluetas de animales que esta formados por la leyenda “pura vida” en microletra, que es casi imperceptibles en cualquier máquina copiadora.

- Marca de agua: Marcas de agua con la imagen de los personajes, las imágenes que reaccionan a la luz ultravioleta y se incorporan medidas para infrarrojo.

Como dato interesante, al juntar ambos estrenos, la imagen de los costados se complementa, lo que da un fondo continuo tanto por el reverso como por el anverso. Mientras que la marca para lo no videntes está formada por puntos impresos en tinta transparente

## Detalle de emisiones

### Emisión de 2010
Catálogo # (Nuevo)
Impreso por Oberthur Technologies
Serie A
- 2 de septiembre de 2009 (circula en 2010)

## Familia de billetes
La nueva familia de billetes tiene seis denominaciones: ¢1.000, ¢2.000, ¢5.000, ¢10.000, ¢20.000 y ¢50.000.
Se le llama “familia” de billetes pues todos tienen los elementos colocados en la misma posición. En 2011 solamente están en circulación las denominaciones de ¢1.000, ¢2.000 y ¢20.000. Permanecen circulando las viejas denominaciones de ¢5.000 y ¢10.000, donde los personajes y las denominaciones varían de lugar entre un billete y otro.
Los billetes son de diferente tamaño con el fin de ayudar a las personas no videntes y a quienes tienen problemas de visión a distinguirlos mejor, según una instrucción que giró la Sala Constitucional. Cada billete hace referencia a uno de los seis ecosistemas que existen en Costa Rica y tienen impresos en el anverso a Beneméritos de la Patria.
La empresa que fabrica estos nuevos billetes es Oberthur Technologies, cuyas instalaciones se ubican en Rennes, Francia.
| Denominación    | Efigie                  | Color predominante | Dimensiones | Imagen del anverso | Imagen del reverso |
| --------------- | ----------------------- | ------------------ | ----------- | ------------------ | ------------------ |
| ₡1.000 Serie 'A | Braulio Carrillo Colina | Rojo               | 125 x 67 mm |                    |                    |
| ₡2.000 Serie A  | Mauro Fernández Acuña   | Azul               | 132 x 67 mm |                    |                    |
| ₡5.000 Serie C  | Alfredo González Flores | Celeste            | 156 x 66 mm |                    |                    |
| ₡10.000 Serie A | Emma Gamboa Alvarado    | Azul               | 156 x 66 mm |                    |                    |
| ₡20.000 Serie A | Carmen Lyra             | Naranja            | 153 x 67 mm |                    |                    |

- Billete de mil colones de 2011
- Billete de dos mil colones de 2011
- Billete de cinco mil colones de 1991
- Billete de diez mil colones de 1998